# Eddie Metz junior
Eddie Metz Jr. (* 28. Juli 1958 in Allentown (Pennsylvania)) ist ein US-amerikanischer Jazzmusiker (Schlagzeug, auch Gesang) des Mainstream Jazz.

## Leben und Wirken
Metz wuchs in Ann Arbor, Michigan auf; mit drei bekam er erste Schlagzeugstöcke von einem Musiker aus der Dixieland-Band seines Vaters Ed Metz, Sr., mit zwölf Jahren spielte er in lokalen Bands. Erste Aufnahmen entstanden 1974, als er  mit den David Hutson Hot Six auf dem Bix Beiderbecke Memorial Festival in Davenport, Iowa auftrat. Ab 1982 studierte er im Jazz-Programm des William Paterson College of New Jersey; in dieser Zeit tourte er mit dem Count Basie Orchestra. In den folgenden Jahren arbeitete er mit Musikern wie Dick Hyman,  Warren Vaché, Chick Corea, Michael Feinstein, Woody Herman and His Orchestra, Clark Terry, Arturo Sandoval, Scott Hamilton, Bill Allred (The New York Sessions, 2013), Bucky Pizzarelli, Ralph Sutton, dem Tommy Dorsey Orchestra (Ghost Band unter Leitung von Buddy Morrow), Eddie Higgins, Ken Peplowski, Tommy Newsom, Wycliffe Gordon, Kenny Drew junior, Bob Wilber, Kenny Davern und Milt Hinton.
1999 bekam Metz Gelegenheit, für Nagel-Heyer Records sein Debütalbum Tough Assignment (A Tribute to Davie Tough) einzuspielen; beteiligte Musiker waren Harry Allen, Randy Sandke, John Allred, Allan Vaché, Johnny Varro und Phil Flanigan. 2008 nahm er für Arbors Records mit seinem Trio aus Rossano Sportiello (Piano) und Nicki Parrott (Kontrabass) das Album Bridging the Gap auf. Ab den 1990er-Jahren lebte Metz in Orlando, Florida, wo er als Musiker in der Walt Disney World arbeitete. Im Bereich des Jazz war er zwischen 1974 und 2015 an 93 Aufnahmesessions beteiligt, außer den Genannten auch mit Grover Mitchell, Bob Crosby, Chuck Hedges, John Sheridan und Michiko Ogawa.

## Diskographische Hinweise
- The Vaché & Allred & Metz Family Jazz Band: Side by Side (Nagel-Heyer, 1998)
- Metz’n Around : A Late Night Party With the Metz Family and Friends, John Allred and Terry Myers (Arbors, 2003), mit John Allred, Terry Myers, Ed Metz, Sr.,  Tim Metz, Eddie Metz, Jr., Joey Metz
- Rossano Sportiello, Nicki Parrott, Eddie Metz: Live at the Jazz Corner (Arbors Records, 2012)
- Rossano Sportiello, Eddie Metz, Nicki Parrott: It’s a Good Day (Arbors Records, 2014)
- Rossano Sportiello, Nicki Parrott, Eddie Metz Jr.: Strictly Confidential (Arbors Records, 2016)